# Aiguille Croche
L'Aiguille Croche (2.487 m s.l.m.) è una montagna delle Alpi del Beaufortain nelle Alpi Graie. Si trova sul confine tra il dipartimento della Savoia e dell'Alta Savoia.

## Caratteristiche
La montagna è collocata sulla cresta che passando dalla Tête du Véleray conduce al Monte Joly.
È facilmente accessibile tramite gli impianti di risalita che partono da Les Contamines-Montjoie e da Hauteluce.